# Modified Frequency Modulation
Modified Frequency Modulation (MFM) ist ein Aufzeichnungsverfahren und eine Leitungscodierung, die unter anderem bei magnetischen Datenträgern wie Magnetband oder Diskette Anwendung findet. MFM stellt einen (1,3)-RLL-Code mit anschließender NRZI-Codierung dar und ist eine verbesserte Variante der digitalen Frequenzmodulation (FM).

FM- und MFM-Codierung im Vergleich

Bei diesem Verfahren werden die einzelnen Bits nicht direkt durch den Magnetisierungszustand des Datenträgers dargestellt, sondern durch den Polaritätswechsel desselben. Ein Magnetisierungswechsel (Flanke) stellt ein 1-Bit dar, eine gleich bleibende Magnetisierung innerhalb eines bestimmten Zeitintervalls dagegen ein 0-Bit. Um einen Verlust der Bitsynchronisation der Lesevorrichtung zu verhindern, werden zusätzlich zu den Datenbits noch Taktbits eingefügt. Bei der FM wird vor jedes Datenbit ein Eins-Taktbit geschrieben, bei der MFM hingegen nur noch, wenn zwei Null-Datenbits aufeinander folgen. Ansonsten werden bei der MFM Null-Taktbits geschrieben. Dadurch werden im Vergleich zur FM sowohl der Speicherplatz verdoppelt als auch die Schreib-/Lese-Geschwindigkeit erhöht, da pro Bitdauer nur noch höchstens ein Magnetisierungswechsel auftritt und somit die Bitdauer kürzer gewählt werden kann. Durch Missachtung der Codierungsvorschrift des MFM-Verfahrens können Codierungsmuster erzeugt werden (z. B. durch das Schreiben eines Null-Taktbits zwischen zwei Null-Datenbits), die immerhin noch Teil eines (1,3)-RLL-Codes sind und zum Auffinden von Markierungsbytes genutzt werden können.

Das MFM-Verfahren wird in Diskettenlaufwerken eingesetzt.
Auch bei den ersten Festplatten wurde MFM verwendet, sie wurden daher MFM-Festplatten genannt.